# Charles-Edmond Naundorff
Pour les articles homonymes, voir Naundorff.
Ne doit pas être confondu avec Charles Naundorff, Charles Louis Naundorff ou Charles-Édouard Naundorff.
Charles-Edmond Naundorff, dit aussi Charles-Edmond de Bourbon, né le 3 avril 1833 à Crosno-sur-l'Oder et mort le 29 octobre 1883 à Bréda, est le sixième enfant et le troisième fils de Karl-Wilhelm Naundorff, le plus célèbre de ceux qui, au XIXe siècle, prétendirent être le dauphin Louis XVII, officiellement mort à la Tour du Temple. Il porte le titre de courtoisie de « duc d'Anjou ».
Les dernières études scientifiques sur Naundorff, qui ont exclu le fait qu’il soit le dauphin, montrent que ce dernier est bien un membre de la Maison de Bourbon, ce qui ferait potentiellement de Charles-Edmond, le petit-fils du roi Louis XVI, en ligne illégitime.

## Famille
Charles-Edmond est né le 3 avril 1833 à Crosno-sur-l'Oder, de Karl-Wilhelm Naundorff (1785-1845) et de Jeanne Einert (1803-1888).
Il reçoit une instruction militaire, sert dans l'armée hollandaise comme volontaire; prêt à passer officier, sa maladie de cœur le fait réformer (démission prise comme sous-officier), puis devient négociant. Décédé avant son frère aîné Louis-Charles, il est à l'origine de la branche aînée : il épouse en 1867 Christina Schoenlau (17 janvier 1842 à Bréda – 22 mai 1928 à Bertem), dont 9 enfants :
- Marie Joséphine Cornélie de Bourbon,
- Auguste-Jean Charles Emmanuel de Bourbon,
- Louise Marie-Thérèse de Bourbon,
- Charles Louis Mathieu de Bourbon,
- Louis Charles de Bourbon,
- Abel Louis Charles de Bourbon,
- Louis Charles Edmond de Bourbon,
- Marie Wilhelmine Henriette de Bourbon,
- Marie Élisabeth Christine de Bourbon.

## Biographie
Charles-Edmond de Bourbon fut baptisé le 21 avril 1833 et fit sa première communion à Dresde en compagnie de sa sœur Madame Amélie.
Après une instruction militaire, il est fait officier dans l'armée. Il démissionne de l'armée, puis redevient sous-officier avant de devenir négociant.
Cultivé, il parlait et écrivait plusieurs langues. Il servit dans l'armée hollandaise comme volontaire. Prêt à redevenir officier, sa maladie de cœur le fit réformer, et malgré tous ses efforts pour rester au régiment, sa carrière fut brisée, et dès cette époque, il fut aux prises avec diverses adversités.
Décédé avant son frère aîné Louis-Charles (Charles XI), marié et sans enfants, il n'eut pas le titre de « roi » de droit, mais il est à l'origine de la branche aînée de la famille Naundorff, représenté par son fils aîné, Jean de Bourbon.
Le 14 novembre 1883, Louis-Charles (1831-1899) signe une déclaration cédant ses « droits » à son frère cadet Adelberth. À cette époque, Charles-Edmond est déjà décédé. Or Charles-Edmond est pourtant l'aîné d'Adelberth et à ses droits reviennent donc à son fils aîné. La renonciation de Louis-Charles est considérée nulle de plein droit : la couronne de France n'est pas un héritage dont on peut disposer, mais une charge à laquelle on ne peut renoncer, et qu'on ne peut aliéner. Aussi, revenu de cette erreur, Louis-Charles révoque cet acte le 17 avril 1884, et réaffirme les lois fondamentales du royaume en reconnaissant finalement pour ses successeurs et héritiers directs les fils de son frère cadet Charles-Edmond, dont Jean de Bourbon.
Mais, lors de la mort de Louis-Charles en 1899, les fils d'Adelberth Naundorff invoquent à nouveau la fameuse renonciation de ses « droits » en faveur de leur père, ainsi qu'une irrégularité du mariage de leur oncle Charles-Edmond Naundorff, déclarant alors la guerre de succession naundorffiste au nouveau prétendant Jean de Bourbon (Jean III) fils de Charles-Edmond.

## Armoiries
| Blason | Blasonnement : D'azur à un sacré-cœur de gueules accompagné de trois fleurs de lys d'or. Commentaires : En 1879, Louis-Charles de Bourbon (« Charles XI ») (1831-1899) et sa sœur Amélie (1819-1891) décident de porter le Sacré-Cœur en « abîme » sur l'écu traditionnel des rois de France aux trois fleurs de lys. |